# Kuusjärvi (sjö i Joensuu, Norra Karelen, 62,86 N, 30,04 Ö)
Kuusjärvi är en sjö i kommunen Joensuu i landskapet Norra Karelen i Finland. Sjön ligger 148,7 meter över havet. Den är 17,8 meter djup. Arean är 1,07 kvadratkilometer och strandlinjen är 9,19 kilometer lång. Sjön  ingår i Vuoksens huvudavrinningsområde.   Den ligger omkring 31 kilometer norr om Joensuu och omkring 400 kilometer nordöst om Helsingfors. 